# Винклер, Чарльз
Чарльз Густав Вильгельм Винклер (дат. Charles Gustav Wilhelm Winckler; 9 апреля 1867, Фредериксберг — 17 декабря 1932, Фредериксберг) — датский легкоатлет и перетягиватель каната, чемпион летних Олимпийских игр 1900.
В легкоатлетических соревнованиях на Играх Винклер занял десятое место в толкании ядра и разделил восьмое место в метании диска. В перетягивании каната его команда заняла первое место, обыграв в единственной встрече французов.